# Magyarország az 1990-es fedett pályás atlétikai Európa-bajnokságon
Magyarország a skóciai Glasgow-ban megrendezett 1990-es fedett pályás atlétikai Európa-bajnokság egyik részt vevő nemzete volt. Az ország a versenyen 12 sportolóval képviseltette magát.

## Érmesek
| Érem  | Versenyző     | Versenyszám | Dátum      |
| ----- | ------------- | ----------- | ---------- |
| Bronz | Forgács Judit | 400 m       | március 4. |

## Eredmények

### Férfi
| Versenyző    | Versenyszám | Előfutam | Előfutam | Előfutam | Elődöntő | Elődöntő | Elődöntő | Döntő   | Döntő    |
| Versenyző    | Versenyszám | Idő      | Hely.    | Össz.    | Idő      | Hely.    | Össz.    | Idő     | Helyezés |
| ------------ | ----------- | -------- | -------- | -------- | -------- | -------- | -------- | ------- | -------- |
| Katona Ervin | 400 m       | 47,14    | 2.       | 5.       | 48,01    | 5.       | 10.      | kiesett | kiesett  |
| Molnár Tamás | 400 m       | 48,03    | 4.       | 13.      | kiesett  | kiesett  | kiesett  | kiesett | kiesett  |
| Banai Róbert | 1500 m      | 3:45,54  | 4.       | 8.       |          |          |          | 3:48,50 | 7.       |
| Káldy Zoltán | 3000 m      | 7:56,46  | 5.       | 8.       |          |          |          | 8:02,33 | 9.       |
| Vágó Béla    | 3000 m      | kizárva  | kizárva  | kizárva  |          |          |          | kiesett | kiesett  |

| Versenyző      | Versenyszám | Selejtező | Selejtező | Döntő    | Döntő    |
| Versenyző      | Versenyszám | Eredmény  | Helyezés  | Eredmény | Helyezés |
| -------------- | ----------- | --------- | --------- | -------- | -------- |
| Deutsch Péter  | Magasugrás  |           |           | 2,20 m   | 11.      |
| Bagyula István | Rúdugrás    |           |           | 5,60 m   | 5.       |
| Szalma László  | Távolugrás  |           |           | 7,56 m   | 15.      |

### Női
| Versenyző        | Versenyszám      | Előfutam | Előfutam | Előfutam | Elődöntő | Elődöntő | Elődöntő | Döntő    | Döntő    |
| Versenyző        | Versenyszám      | Idő      | Hely.    | Össz.    | Idő      | Hely.    | Össz.    | Idő      | Helyezés |
| ---------------- | ---------------- | -------- | -------- | -------- | -------- | -------- | -------- | -------- | -------- |
| Forgács Judit    | 400 m            | 53,30    | 3.       | 4.       |          |          |          | 53,02    |          |
| Bátori Noémi     | 400 m            | 54,35    | 2.       | 8.       |          |          |          | kiesett  | kiesett  |
| Ilyés Ildikó     | 3000 m gyaloglás | 12:58,97 | 4.       | 8.       |          |          |          | 12:31,41 | 5.       |
| Szebenszky Anikó | 3000 m gyaloglás | 12:54,75 | 4.       | 5.       |          |          |          | 12:38,14 | 7.       |